# Perilestes
Perilestes – rodzaj ważek z rodziny Perilestidae.

## Podział systematyczny
Do rodzaju należą następujące gatunki:
- Perilestes attenuatus Selys, 1886
- Perilestes bispinus Kimmins, 1958
- Perilestes eustaquioi Machado, 2015
- Perilestes fragilis Hagen in Selys, 1862
- Perilestes gracillimus Kennedy, 1941
- Perilestes jueni Mendoza-Penagos & Vilela, 2022
- Perilestes kahli Williamson & Williamson, 1924
- Perilestes minor Williamson & Williamson, 1924
- Perilestes solutus Williamson & Williamson, 1924